# Diego Laínez
Diego Laínez Gómez de León (1512, Almazán - † 19 de gener de 1565, Roma) fou el segon General de la Companyia de Jesús, company de Sant Ignasi de Loiola, successor i biògraf seu. Destacat teòleg, fou pare conciliar al Concili de Trento.

## Biografia
Nascut a Almazán, Sòria, i descendent d'una família jueva sefardita, estudià filosofia a la Universitat d'Alcalá de Henares i teologia a la de París, on conegué Íñigo de Loiola. Feu els vots amb ell a l'església de Montmartre el 1534 i fou ordenat a Roma el 1537.

## Concili de Trento
Va adquirir grans coneixements de teologia, mèrit pel qual fou nomenat ambaixador pontifici al Concili de Trento, el 1545, on participà en les sessions fins a la conclusió.
Romangué sempre fidel al papat i se li reconegueren mèrits i honors com a ambaixador davant dels regnes cristians. A partir del 1556 succeí Sant Ignasi com a General de la Companyia de Jesús.

## El generalat
Quan morí Sant Ignasi, exercí de vicari general fins a la celebració de la Congregació General I. Convocada per escollir un nou general i aprovar les Constitucions, Laínez fou escollit en el primer escrutini. A l'hora d'aprovar les Constitucions, però, es modificaren, per voluntat del Papa, en dos punts essencials: el generalat passava a ser només de tres anys i no vitalici, com havia prescrit Ignasi, i s'introduïa el cor a la S.I., segons la pràctica d'altres ordes religiosos. Tanmateix, aquest mandat fou aplicat només uns anys, des del 1559 fins al 1565, quan fou suspès per ordre de Pius IV.
El generalat de Laínez és considerat com un dels més fructífers per al desenvolupament de la Companyia pel que fa a l'activitat ministerial en el seu conjunt. L'impuls que donà als centres educatius traslladà l'eix dels ministeris jesuïtes de les residències als col·legis. Hi hagué nombroses demandes de fundació de col·legis a molts països, i també les missions tingueren part en aquest gran període.
A ell es deu la instauració de sis noves províncies. Per la seva influència, la Companyia de Jesús fou readmesa a França i s'obriren les portes de Polònia. Laínez es valgué de la seva presència al Concili de Trento per defensar a tort i a dret el nom de la Companyia davant d'aquella nombrosa assemblea. I també se li deu, sobretot, la fama de doctrina i prestigi de què gaudí la Companyia de Jesús davant de papes i cardenals. El seu generalat estigué limitat en el temps, no tingué per tant la possibilitat de traçar amples programes.